# Aérodrome de Carajás
Pour les articles homonymes, voir CKS.
L'aérodrome de Carajás (code IATA : CKS • code OACI : SBCJ) est l'aéroport de Parauapebas au Brésil, situé dans le complexe minier de Carajás.
Il est exploité par Infraero.

## Historique
L'aéroport a été construit par l'entreprise Vale, comme un support aux activités d'exploitation minière de la Mine de Carajás. Il a été inauguré le 23 septembre 1982. Depuis 1985, il est administré par Infraero.

## Situation
| \| 200 km1:42 212 000 \| São Paulo-Guarulhos São Paulo-Congonhas Brasília Rio-Galeão Belo Horizonte Campinas Rio-Santos-Dumont Recife Porto Alegre Salvador Fortaleza Curitiba Florianópolis Belém Vitória Goiânia Manaus Navegantes |
| 200 km1:42 212 000 |

## Compagnies aériennes et destinations
| Compagnies              | Destinations           |
| ----------------------- | ---------------------- |
| Azul Brazilian Airlines | Belo Horizonte, Marabá |
| Gol Transportes Aéreos  | Belém, Belo Horizonte  |

Édité le 12/04/2018

## Accidents et incidents
- 8 septembre 1987: un appareil des Forces Aériennes Brésiliennes de type Hawker Siddeley HS.125 (enregistrement FAB-2129) s'est écrasé lors de son décollage de Carajás. Les neuf occupants sont morts[1].
- 14 février 1997: un Boeing 737-241 Varig (enregistrement PP-CJO), s'est écrasé dans la forêt. Un membre de l'équipage est mort[2].

## Accès
L'aéroport est situé à 18 km du centre-ville de Parauapebas.